# Macrostomidae
Macrostomidae là một họ giun dẹp, cơ bản là giun nhỏ và sống tự do (Macrostomida, Turbellaria, Platyhelminthes), và các thành viên sống ở môi trường nước biển, nước lợ, nước ngọt. Hiện tại có khoảng 180 loài có tên trong họ này.